# Cyclobacanius ethiopicus
Cyclobacanius ethiopicus är en skalbaggsart som beskrevs av Yélamos och Yves Gomy 1993. Cyclobacanius ethiopicus ingår i släktet Cyclobacanius och familjen stumpbaggar. Inga underarter finns listade i Catalogue of Life.